# Elisabeth Dermot-Walsh
Elisabeth Clare Louise Walsh es una actriz inglesa, más conocida por interpretar a Zara Carmichael en la serie Doctors.

## Biografía
Es hija del actor irlandés Dermot Walsh y la actriz Elizabeth Madeleine Annear. Tiene dos hermanos menores, David Charles Walsh y Olivia Claudia Walsh, y dos medios hermanos mayores, la actriz Sally Walsh y Michael Walsh. Su madre murió cuando Elisabeth tenía 17 años.
Se entrenó en el Royal Academy of Dramatic Art "RADA" de donde se graduó en 1999.
Sale con Ian, con quien tiene un hijo, Bertie (23 de mayo de 2012).

## Carrera
Su primera participación en la televisión fue cuando interpretó a Rachel en la comedia Unfinished Business desde 1998 hasta 1999.
El 4 de junio de 2009, se unió al elenco principal de la serie británica Doctors, donde interpreta a la doctora Zara Carmichael hasta ahora.

## Filmografía

### Series de televisión
| Año             | Serie                                 | Personaje              | Notas                                         |
| --------------- | ------------------------------------- | ---------------------- | --------------------------------------------- |
| 2009 - presente | Doctors                               | Dra. Zara Carmichael   | 1,145 episodios                               |
| 2009            | The Well                              | Emily                  | episodio "Return to the Well"                 |
| 2009            | Holby City                            | Elizabeth Farrington   | episodio "Proceed with Caution"               |
| 2008            | Midsomer Murders                      | Beth Porteous          | episodio "Blood Wedding"                      |
| 2005            | Love Soup                             | Roberta Samms          | episodio "War Is Heck"                        |
| 2005            | Twenty Thousand Streets Under the Sky | Mrs. Sanderson-Chantry | episodio "The Plains of Cement: Ella's Story" |
| 2003            | Agatha Christie's Poirot              | Elinor Carlisle        | episodio "Sad Cypress"                        |
| 2005            | Love Soup                             | Roberta Samms          | episodio "War Is Heck"                        |
| 2003            | My Hero                               | Charlotte              | episodio "It's All in the Mind"               |
| 2003            | Murphy's Law                          | Kate Jennings          | episodio "Electric Bill"                      |
| 2001            | Love in a Cold Climate                | Linda                  | 2 episodios - miniserie                       |
| 1999            | Cleopatra                             | Octavia                | miniserie                                     |
| 1998 - 1999     | Unfinished Business                   | Rachel                 | 9 episodios                                   |

### Películas
| Año  | Título                       | Personaje       | Notas                                                                             |
| ---- | ---------------------------- | --------------- | --------------------------------------------------------------------------------- |
| 2010 | This Side of the Afterlife   | Lady Chatsworth | corto - junto a Eric Lampaert, Rik Mayall & Robert Stone                          |
| 2009 | From Time to Time            | Joan            | junto a Alex Etel, Timothy Spall, Maggie Smith, Dominic West & Douglas Booth      |
| 2008 | Fiona's Story                | Emma            | junto a Gina McKee, Jimi Mistry & Jeremy Northam                                  |
| 2007 | The Commander: The Fraudster | Thelma          | junto a Penny Downie, Greg Wise, Ayesha Dharker & Adrian Scarborough              |
| 2004 | The Rivals                   | Julia Melville  | junto a Chris Bianchi, David Burke, Selina Cadell & Adam Rayner                   |
| 2002 | Bertie and Elizabeth         | Lillibet        | junto a James Wilby, Alan Bates, Eileen Atkins & Juliet Aubrey                    |
| 1999 | The Smile Thief              | -               | corto - junto a Chloe Lucas, Joshua Phillips, Julian Sims & Alex Baillie-Hamilton |
| 1998 | Falling for a Dancer         | Elizabeth       | junto a Dermot Crowley, Liam Cunningham, Rory Murray & Colin Farrell              |

### Teatro
| Año  | Obra                | Personaje     | Durector (a)  | Teatro            | Notas                                                                                  |
| ---- | ------------------- | ------------- | ------------- | ----------------- | -------------------------------------------------------------------------------------- |
| 2008 | Ring Round the Moon | Diana         | -             | Playhouse Theatre | -                                                                                      |
| 2008 | The Country Wife    | Miss Alithea  | -             | Theatre Royal     | -                                                                                      |
| 2006 | The Alchemist       | Dame Pilant   | -             | Olivier Theatre   | -                                                                                      |
| 2006 | The Life of Galileo | Virginia      | -             | Olivier Theatre   | -                                                                                      |
| 2005 | Rebecca             | Mrs De Winter | Patrick Mason | -                 | junto a Maureen Beattie, Nigel Havers & Amalda Waldy                                   |
| 2004 | Aristocrats         | Alice         | -             | -                 | -                                                                                      |
| 2003 | The Misanthrope     | Jennifer      | Alan Stanford | Gate Theatre      | junto a Jonathan Byrne, Ingrid Craigie, Nick Dunning, Philip O'Sullivan & David Pearse |
| 2002 | The Bear            | Elena         | -             | -                 | -                                                                                      |
| 2002 | The Shape of Things | Jenny         | -             | -                 | -                                                                                      |
| 2001 | The Winslow Boy     | Catherine     | -             | -                 | -                                                                                      |
| -    | Wuthering Heights   | Cathy         | -             | -                 | -                                                                                      |
| -    | Easy Virtue         | Hilda         | -             | -                 | -                                                                                      |

## Premios y nominaciones
| Año  | Categoría                                             | Premio             | Serie   | Resultado |
| ---- | ----------------------------------------------------- | ------------------ | ------- | --------- |
| 2019 | Best Female Dramatic Performance                      | British Soap Award | Doctors | Nominada  |
| 2018 | Best On-Screen Partnership (junto a Matthew Chambers) | British Soap Award | Doctors | Nominados |
| 2017 | Best On-Screen Partnership (junto a Matthew Chambers) | British Soap Award | Doctors | Nominados |
| 2017 | Best Comedy Performance                               | British Soap Award | Doctors | Nominada  |
| 2013 | Best On-Screen Partnership (junto a Matthew Chambers) | British Soap Award | Doctors | Nominados |
| 2012 | Best On-Screen Partnership (junto a Matthew Chambers) | British Soap Award | Doctors | Nominados |
| 2012 | Best Daytime Star                                     | Inside Soap Award  | Doctors | Nominada  |